# Isacio
Isacio (Armenia, ... – Panaro, 643) è stato un politico e generale bizantino, esarca d'Italia dal 625 al 643.

## Biografia

### Origini e famiglia
Isacio o Isacco l'Armeno, proveniente dalla famiglia armena dei Kamsarakan, fu esarca di Ravenna dal 625 e il 643, durante i regni di Eraclio I e, stando ai limiti massimi della datazione, dei suoi successori Eraclio II, Costantino III e Costante II.
Da un'iscrizione in greco in sua memoria conservatasi a Ravenna è riportata in breve la sua carriera al servizio dell'Impero: 
2. per tre volte sei anni ai sereni signori, Isacio, l’alleato degli imperatori,

3. il grande ornamento di tutta l’Armenia; costui era infatti armeno e di nobile stirpe.

4. Essendo deceduto gloriosamente, la casta moglie Susanna, alla maniera di una venerabile tortora

5. geme incessantemente, essendo stata privata del marito, uomo che ottenne fama dalle fatiche

6. nel Levante e nel Ponente; comandò infatti l’esercito di Ponente e d’Oriente.»
(Iscrizione commemorativa, CIG 9869)
Isacio era quindi un armeno di nobili origini, probabilmente della famiglia di Kamsarakan, aveva per moglie Susanna e aveva combattuto sia in Occidente che in Oriente. Da quest'ultima affermazione dell'iscrizione dedicata alla sua memoria si può ricavare che prima di arrivare in Italia (nel 625 ca.) fosse stato un generale in Oriente, forse magister militum per Orientem o dux. Secondo la già citata iscrizione in greco, resse l'Italia per 18 anni, dal 625 al 643, quindi. Un'altra iscrizione, in cui l'esarca piange la scomparsa a soli 11 anni di un nipote per parte di padre, Gregorio, sembra suggerire che Isacio fosse venuto in Italia con tutta la famiglia.

### Relazioni con Arioaldo (625-636)

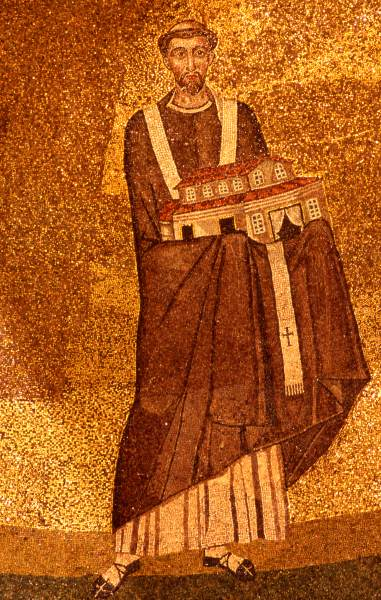
Papa Onorio I scrisse a Isacio chiedendogli di aiutare il re longobardo Adaloaldo a recuperare il trono usurpatogli da Arioaldo.

Il suo arrivo in Italia, intorno al 625, coincise con la deposizione del re longobardo Adaloaldo ad opera dei suoi oppositori politici, che non approvavano né la politica di pacificazione con l'Impero adottata da Adaloaldo, né il fatto che fosse cattolico; essi allora elessero loro nuovo re Arioaldo, duca di Torino, e deposero Adaloaldo. Papa Onorio I (625-638), che non vedeva di buon occhio la deposizione di un re cattolico (Adaloaldo) ad opera di un re di fede ariana (Arioaldo), scrisse un'epistola al nuovo esarca Isacio, chiedendogli di aiutare il re longobardo Adaloaldo a riprendersi il trono usurpatogli da Arioaldo e di punire dei vescovi transpadani, che avevano appoggiato l'usurpazione. Tuttavia l'esarca decise di rimanere neutrale, favorendo Arioaldo, che così poté mantenere il trono.
Secondo una notizia sospetta del cronista dei Franchi Fredegario, intorno al 630 Isacio fu contattato da re Arioaldo, che aveva problemi con il duca ribelle di Tuscia Tasone; Arioaldo chiese all'esarca di uccidere proditoriamente il duca ribelle, offrendogli in cambio la riduzione del tributo che l'esarcato doveva versare ai Longobardi da tre a due centenaria. Isacio, allora, contattò Tasone, persuadendolo a recarsi a Ravenna disarmato per stringere con lui un'alleanza; quando, però, Tasone entrò nella capitale dell'esarcato, fu assalito all'improvviso dai soldati dell'esarca, che lo uccisero; Arioaldo, soddisfatto del risultato, mantenne la promessa della riduzione del tributo. Il racconto di Fredegario, tuttavia, è ritenuto sospetto in quanto Paolo Diacono narra un episodio simile ma in modo leggermente diverso, ovvero l'episodio dell'uccisione dei duchi del Friuli Tasone e Caco ordita a Oderzo (nel Veneto) dal patrizio Gregorio tra il 619 e il 625. Esistono quindi due possibilità: o Fredegario e Paolo Diacono narrano lo stesso episodio ma in modo contraddittorio o esistettero due duchi di nome Tasone, uno di Tuscia e uno del Friuli, che per una coincidenza subirono la stessa sorte, ovvero venire attirati in una città e uccisi con l'inganno da un patrizio bizantino.

### Relazioni turbolente con Roma (638-642)

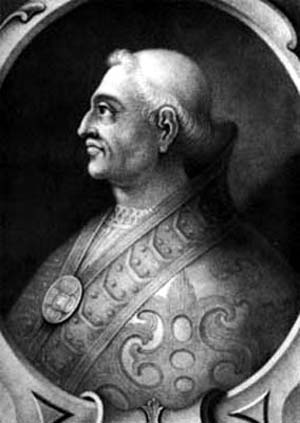
Papa Severino: durante il suo pontificato, il tesoro papale custodito nel Laterano fu sequestrato dalle truppe di Isacio.

Isacio era esarca quando nel 638 Eraclio ordinò che il nuovo pontefice, Severino confermasse la sua Ekthesis, cioè la professione di fede monotelita: al rifiuto del papa Isacio reagì in materia brutale. Nel 640, sfruttando il malcontento dei soldati per i forti ritardi della paga, il chartularius Maurizio istigò i militari a fare rappresaglia contro il Pontefice, accusato di aver sottratto il compenso dovuto, e quindi, dopo tre giorni di assedio, fu sequestrato il tesoro della Chiesa romana custodito nel Laterano. Poco dopo Maurizio scrisse all'esarca Isacio, narrandogli di quanto era accaduto, e, dopo aver ricevuto queste notizie, Isacio si recò di persona a Roma, dove bandì alcuni ecclesiastici, fece l'inventario del tesoro sequestrato e lo inviò in parte a Costantinopoli ad Eraclio e parte lo tenne per sé. In seguito (intorno al 642), Isacio dovette fronteggiare la rivolta dello stesso Maurizio, che accusò l'esarca di avere l'intenzione di usurpare la porpora, ottenendo l'appoggio dei soldati nelle fortezze circostanti. Venuto a conoscenza della rivolta, Isacio inviò il sacellario e magister militum Dono nella Città Eterna per sedarla. La missione di Dono fu coronata da successo: Maurizio, abbandonato dai suoi stessi uomini, fu catturato a Roma nella chiesa di S. Maria ad Praesepe e, per ordine dell'esarca, condotto lontano dall'Urbe. Fu decapitato a Ficocle, la sua testa venne poi esposta al circo di Ravenna. Gli altri prigionieri, messi in carcere in attesa di conoscere la loro pena, si salvarono grazie all'improvvisa morte dell'esarca (avvenuta, secondo la testimonianza ostile del Liber Pontificalis, per intervento divino), che determinò la loro liberazione. È possibile che Isacio sia stato ucciso dai Longobardi durante la battaglia dello Scultenna nel 643 (vedi Infra).

### Le campagne di Re Rotari (636-643)

L'Italia dopo le conquiste di Rotari.

Nel frattempo, con l'ascesa al trono di re Rotari, avvenuta nel 636, a settentrione crebbe la pressione longobarda: Rotari, infatti, decise di abbandonare la politica di pacificazione con l'Impero intrapresa dai suoi immediati predecessori, attaccando nel 639 Oderzo e Altino, le ultime città nell'entroterra veneto ancora in mano bizantina; dopo una strenua resistenza, Altino venne distrutta e Oderzo conquistata, costringendo gli abitanti a migrare nelle lagune che costituiranno Venezia: gli abitanti di Oderzo si trasferirono a Eraclea, mentre quelli di Altino a Torcello. Nel 639, per ordine dell'esarca Isacio, venne fondata la nuova cattedrale di Santa Maria Madre di Dio di Torcello, per accogliervi la sede episcopale del vescovo altinate, la cui città era stata appena distrutta dal re Rotari:
(Dedicazione lapidea della Cattedrale di Torcello)
Per la citazione nell'epigrafe dei «suoi meriti e del suo esercito», in virtù dei quali la cattedrale era stata dedicata a Isacio, si può dedurre che l'esarca avesse fatto almeno un tentativo per contrastare l'attacco di Rotari ad Altino e Oderzo, ma compresa l'impossibilità di mantenere gli ultimi residui dell'entroterra veneto ancora in mano bizantina, decise di far evacuare le due città, conducendo in salvo gli abitanti nelle lagune.
Nel 643 Rotari attaccò l'esarcato e, secondo Paolo Diacono, inflisse nella battaglia dello Scultenna una grave sconfitta all'esercito bizantino (probabilmente anche l'esarca stesso perì nel corso della battaglia), anche se la vittoria longobarda va ridimensionata poiché Rotari non riuscì a conquistare Ravenna né i suoi dintorni, segno che, pur perdendo, i Bizantini erano riusciti a fermare l'avanzata del re longobardo. Il vuoto di potere creatosi nell'Italia bizantina in seguito alla battaglia (e al probabile decesso dell'esarca) permise comunque a Rotari di occupare la Liguria bizantina: negli ultimi mesi del 643 caddero in rapida successione Genova, Albenga, Varigotti, Savona e Luni, che vennero rase al suolo, stando a quanto tramanda Fredegario.